# John Bryan
John Bryan (1911 — 10 de junho de 1969) foi um diretor de arte estadunidense. Venceu o Oscar de melhor direção de arte na edição de 1947 por Great Expectations, ao lado de Wilfred Shingleton.